# Meredith (Nou Hampshire)
Meredith és una població dels Estats Units a l'estat de Nou Hampshire. Segons el cens del 2000 tenia 5.943 habitants.

## Demografia
Segons el cens del 2000, Meredith tenia 5.943 habitants, 2.447 habitatges, i 1.698 famílies. La densitat de població era de 57,1 habitants per km².
Dels 2.447 habitatges en un 29% hi vivien nens de menys de 18 anys, en un 55,3% hi vivien parelles casades, en un 0% dones solteres, i en un 30,6% no eren unitats familiars. En el 25,1% dels habitatges hi vivien persones soles el 10,8% de les quals corresponia a persones de 65 anys o més que vivien soles. El nombre mitjà de persones vivint en cada habitatge era de 2,38 i el nombre mitjà de persones que vivien en cada família era de 2,8.
Per edats la població es repartia de la següent manera: un 22,5% tenia menys de 18 anys, un 5,6% entre 18 i 24, un 26,2% entre 25 i 44, un 28,9% de 45 a 60 i un 16,8% 65 anys o més.
L'edat mediana era de 42 anys. Per cada 100 dones de 18 o més anys hi havia 96,9 homes.
La renda mediana per habitatge era de 42.758$ i la renda mediana per família de 54.764$. Els homes tenien una renda mediana de 35.766$ mentre que les dones 26.772$. La renda per capita de la població era de 24.867$. Entorn del 4,2% de les famílies i el 6,6% de la població estaven per davall del llindar de pobresa.

## Poblacions més properes
El següent diagrama mostra les poblacions més properes.